# Exército da Índia Britânica

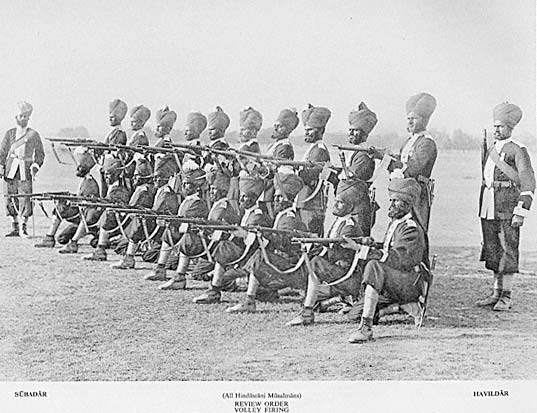
Um grupo de soldados indianos muçulmanos posando sob ordem de abrir fogo, 1895

O Exército da Índia Britânica oficialmente chamado de Exército Indiano foi o exército da Índia durante o Raj britânico (1858–1947). Serviu tanto como força de segurança quanto como apoio efetivo, particularmente durante a Primeira e a Segunda Guerra Mundial.
O termo "Exército Indiano" foi usado para descrever coletivamente as forças armadas, principalmente após a Revolta dos Sipais. No entanto, a primeira entidade formada oficialmente como "Exército Indiano" seria fundada pelo governo da Índia apenas em 1895.
Entre 1903 e 1947, o Exército da Índia foi composto por duas entidades distintas: o Exército Indiano e o Exército Britânico na Índia. O primeiro era formado de regimentos nativos, e o segundo de regimentos originados do Reino Unido em missão na Índia.
Após a Segunda Guerra Mundial, suas formações e unidades foram divididas entre a Índia e o recém-formado Paquistão, enquanto as tropas regulares britânicas retornaram a sua terra natal. Os equipamentos foram também divididos; 2/3 permaneceram na Índia, enquanto 1/3 era enviado ao Paquistão.